# Himalcoelotes aequoreus
Himalcoelotes aequoreus är en spindelart som beskrevs av Wang 2002. Himalcoelotes aequoreus ingår i släktet Himalcoelotes och familjen mörkerspindlar.
Artens utbredningsområde är Nepal. Inga underarter finns listade i Catalogue of Life.